# Alestidae
Az Alestidae a csontos halak (Osteichthyes) főosztályába a sugarasúszójú halak (Actinopterygii) osztályába a pontylazacalakúak (Characiformes) rendjébe tartozó család. 19 nem és 118 faj tartozik a családba.

## Rendszerezés
Az alábbi nemek és fajok tartoznak a családhoz.
- Alestes (Müller & Troschel, 1844) – 22 faj
  - Alestes affinis
  - Alestes ansorgii
  - Alestes baremoze
  - Alestes bartoni
  - Alestes batesii
  - Alestes bimaculatus
  - Alestes bouboni
  - Alestes carmesinus
  - Alestes comptus
  - Alestes dentex
  - Alestes grandisquamis
  - Alestes humilis
  - Alestes jacksonii
  - Alestes liebrechtsii
  - Alestes macrophthalmus
  - Alestes peringueyi
  - Alestes rhodopleura
  - Alestes schoutedeni
  - Alestes stuhlmannii
  - Alestes taeniurus
  - Alestes tessmanni
  - Alestes tholloni

- Alestopetersius (Hoedeman, 1951) – 7 faj
  - Alestopetersius brichardi
  - Alestopetersius caudalis
  - Alestopetersius compressus
  - Alestopetersius hilgendorfi
  - Alestopetersius leopoldianus
  - Alestopetersius nigropterus
  - Alestopetersius smykalai

- Arnoldichthys (Myers, 1926) –  1 faj
  - Arnoldichthys spilopterus

- Bathyaethiops (Fowler, 1949) – 3 faj
  - Bathyaethiops breuseghemi
  - Bathyaethiops caudomaculatus
  - Bathyaethiops greeni

- Brachypetersius (Hoedeman, 1956) – 4 faj
  - Brachypetersius cadwaladeri
  - Brachypetersius huloti
  - Brachypetersius notospilus
  - Brachypetersius pseudonummifer

- Brycinus Valenciennes in Cuvier & Valenciennes, 1850 – 28 faj

- Bryconaethiops (Günther, 1873) – 4 faj
  - Bryconaethiops boulengeri
  - Bryconaethiops macrops
  - Bryconaethiops microstoma
  - Bryconaethiops quinquesquamae

- Clupeocharax (Pellegrin, 1926) – 1 faj
  - Clupeocharax schoutedeni

- Duboisialestes (Poll, 1967) – 2 faj
  - Duboisialestes bifasciatus
  - Duboisialestes tumbensis

- Hemigrammopetersius (Pellegrin, 1926) – 2 faj
  - Hemigrammopetersius barnardi
  - Hemigrammopetersius pulcher

- Hydrocynus Cuvier, 1816 – 5 faj

- Ladigesia (Géry, 1968) – 1 faj
  - Ladigesia roloffi

- Lepidarchus (Roberts, 1966) – 1 faj
  - Lepidarchus adonis

- Micralestes (Boulenger, 1899) – 16 faj
  - Micralestes acutidens
  - Micralestes ambiguus
  - Micralestes argyrotaenia
  - Micralestes comoensis
  - Micralestes congicus
  - Micralestes eburneensis
  - Micralestes elongatus
  - Micralestes fodori
  - Micralestes holargyreus
  - Micralestes humilis
  - Micralestes lualabae
  - Micralestes occidentalis
  - Micralestes pabrensis
  - Micralestes sardina
  - Micralestes stormsi
  - Micralestes vittatus

- Nannopetersius (Hoedeman, 1956) – 1 faj
  - Nannopetersius lamberti

- Petersius (Hilgendorf, 1894) – 1 faj
  - Petersius conserialis

- Phenacogrammus (Eigenmann & Ogle, 1907) – 12 faj
  - Phenacogrammus altus
  - Phenacogrammus ansorgii
  - Phenacogrammus aurantiacus
  - Phenacogrammus bleheri
  - Phenacogrammus deheyni
  - Phenacogrammus gabonensis
  - Kongólazac (Phenacogrammus interruptus)
  - Phenacogrammus major
  - Phenacogrammus polli
  - Phenacogrammus stigmatura
  - Phenacogrammus taeniatus
  - Phenacogrammus urotaenia

- Rhabdalestes (Hoedeman, 1951)) – 6 faj
  -  Rhabdalestes brevidorsalis
  - Rhabdalestes leleupi
  - Rhabdalestes maunensis
  - Rhabdalestes rhodesiensis
  - Rhabdalestes septentrionalis
  - Rhabdalestes tangensis

- Tricuspidalestes (Poll, 1967) –  1 faj
  - Tricuspidalestes caeruleus